# Здание Александринского театра

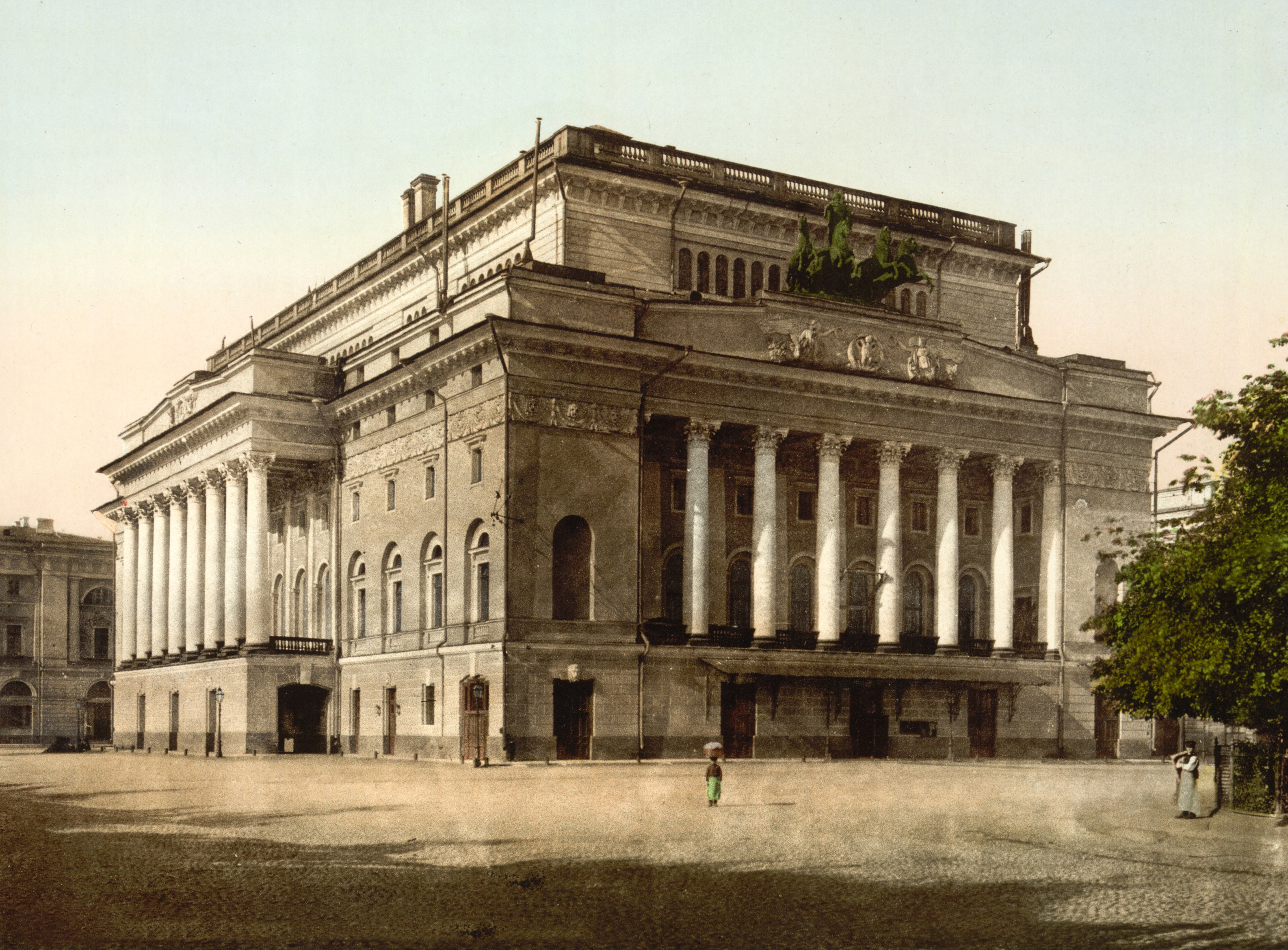
Александринский театр в конце XIX — начале XX века

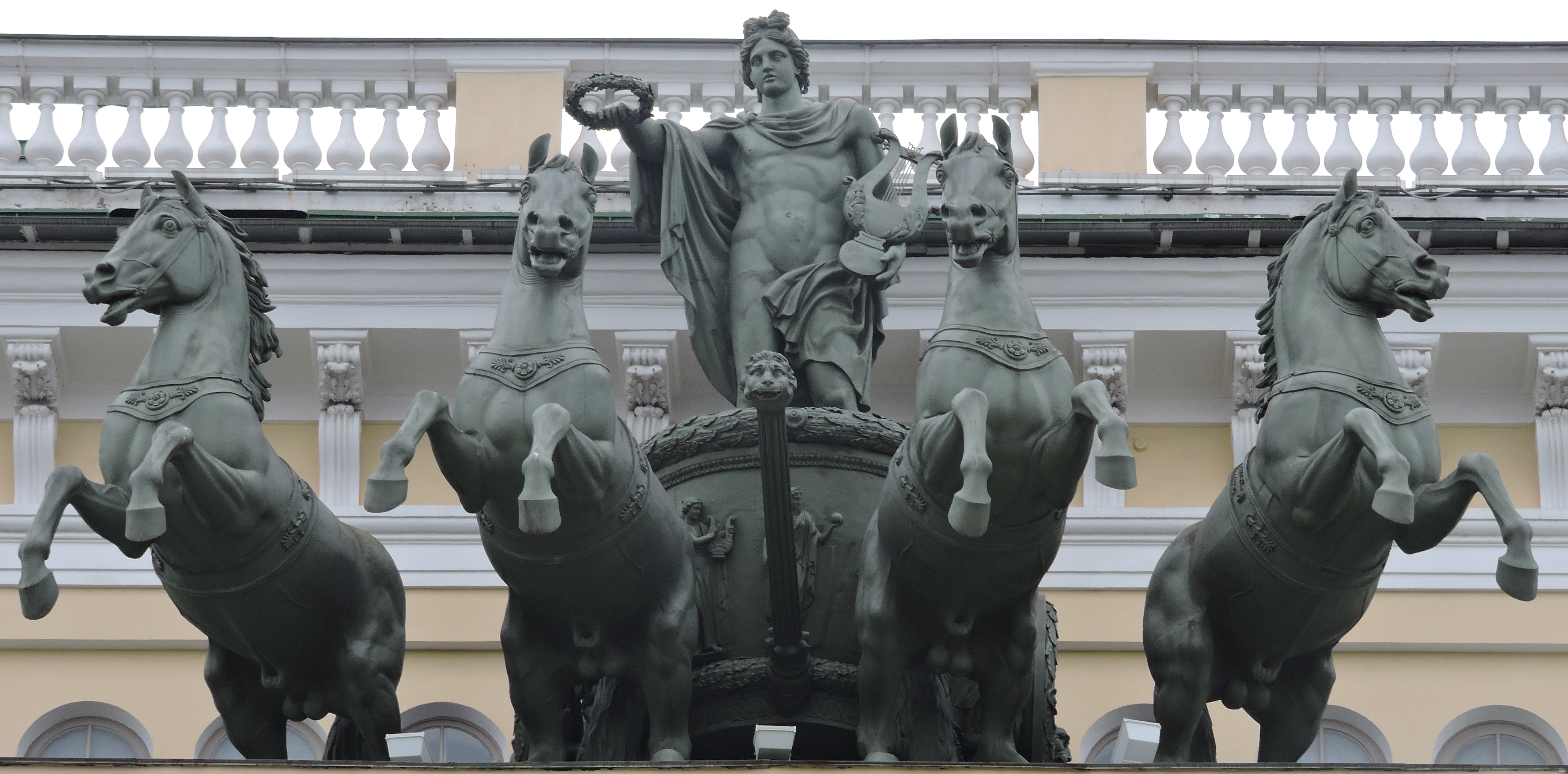
Квадрига Аполлона

Здание Александринского театра в Санкт-Петербурге на площади Островского было построено в 1832 году по проекту Карла Росси.

## Предыстория
Территория, где был сооружён Александринский театр, в XVIII веке принадлежала полковнику Аничкову, строителю моста, названного его именем, и была куплена у него казной. На этой территории находился сад, простиравшийся до нынешней Садовой улицы.
В 1801 году архитектор Бренна перестроил стоявший на месте теперешнего сквера большой деревянный павильон в театр, в котором итальянский антрепренёр Антонио Казасси организовал итальянскую оперную труппу. Это помещение со временем перестало удовлетворять растущие потребности города (из-за малых размеров и разнохарактерных пристроек, вид не соответствовал важному месторасположению), и в 1811 году было решено соорудить новый, каменный театр.
По проекту Луиджи Руска театр был соединён с залами для маскарадов. Сам театр был в центре сооружения, у него был коринфский десятиколонный портик, от которого шли галереи с ионическими колоннадами. Суммарно здание имело в ширину 128 метров и создавало площадь глубиной 85 метров. По проекту Тома де Томона здание театра было компактным, вокруг центрального объёма зрительного зала и сцены были вспомогательные помещения. Площадь в сторону Садовой улицы также планировалось окружить колоннадой, а от Невского проспекта здание отделялось оградой с воротами. Оба проекта не связывали здание ни с Аничковским дворцом, ни с Публичной библиотекой.
Однако осуществление идеи отодвинулось из-за нестабильной ситуации при Александре I — военные конфликты с Турцией, война с Наполеоном 1812 года.
В 1818 году вопрос о постройке театра был поднят вновь. Проект поручили А. Модюи, но он не справился. П. Жако представил свой проект по собственной инициативе в 1822 году, но и у него проект не предусматривал создание ансамбля площади. В том же году границы сада были сужены, а площадь, образовавшаяся между Публичной библиотекой и садом Аничкова дворца, была передана театральной дирекции.
В начале 1828 года было реконструировано здание экзерциргауза на Дворцовой площади. Существовало несколько проектов по созданию театра на его месте, но в итоге был построен Штаб гвардейского корпуса, а новый каменный театр было решено построить у Невского проспекта.

## Здание Росси
Карл Росси в период с 1816 по 1827 год разработал ряд проектов реконструкции и застройки этой площади (часть из них — совместно с Модюи). Все эти варианты предусматривали сооружение на площади городского театра.
В целом создание ансамбля Александринской и Чернышёвой площадей, Театральной улицы и сети улиц, соединяющих их с другими магистралями, шло в четыре стадии проектирования, которые совершенствовались в том числе по мере строительства. Изначально Росси предлагали в центр ансамбля поставить Аничковский дворец, но он подчинил планировку, в том числе дворцовые здания, общественному зданию театра.
Окончательный вариант проекта был утверждён 5 апреля 1828 года, в том же году началось строительство здания театра. Как и другие здания театрального комплекса, театр построен из кирпича и оштукатурен, изначально все здания были светло-серого тона, а скульптуры были окрашены под бронзу (текущий жёлтый цвет противопоставлен в ансамбле площади цвету павильонов Аничкова дворца и Публичной библиотеки, тем самым нарушая его).
Четыре года спустя, 31 августа (12 сентября) 1832 года, в центре Петербурга, на Александринской площади (ныне площади Островского), на месте деревянного «Малого» театра, состоялось торжественное открытие нового величественного ампирного здания театра.
Основной фасад театра — со стороны Невского проспекта оформлен глубокой шестиколонной лоджией коринфского ордера, пространство которой как бы является частью Площади Островского. Боковые фасады здания выполнены в виде восьмиколонных идентичных значительно выступающих портиков. С другой стороны к театру ведёт спроектированная Росси и составляющая общий ансамбль с театром улица (Зодчего Росси), перспективу которой замыкает на всю ширину задний фасад театра, на котором пилястры на глухой стене «как бы останавливающей бег колонн к ней» между выступающими угловыми ризалитами перекликаются с колоннами лоджий главного фасада. В основном объёме здания размещены зрительный зал и сцена, его опоясывает чуть более низкий объём с вспомогательными помещениями.
Главный фасад ориентирован на север, что в целом неблагоприятно для создания светотени, но архитектор создал контрасты, преодолевшие эту особенность, в частности, белые колонны рельефно выделяются на фоне глубокой лоджии.
Здание окаймляет выразительный скульптурный фриз с античными театральными масками и гирляндами лавровых ветвей. В нишах на торцевых фасадах — статуи муз (Талии и Мельпомены), на аттике главного фасада — квадрига Аполлона. Работы вели В. И. Демут-Малиновский, С. С. Пименов, П.Трискорни. В 1840 году были сняты статуи с аттиков здания, в 1847 году убрали муз из ниш фасадов.

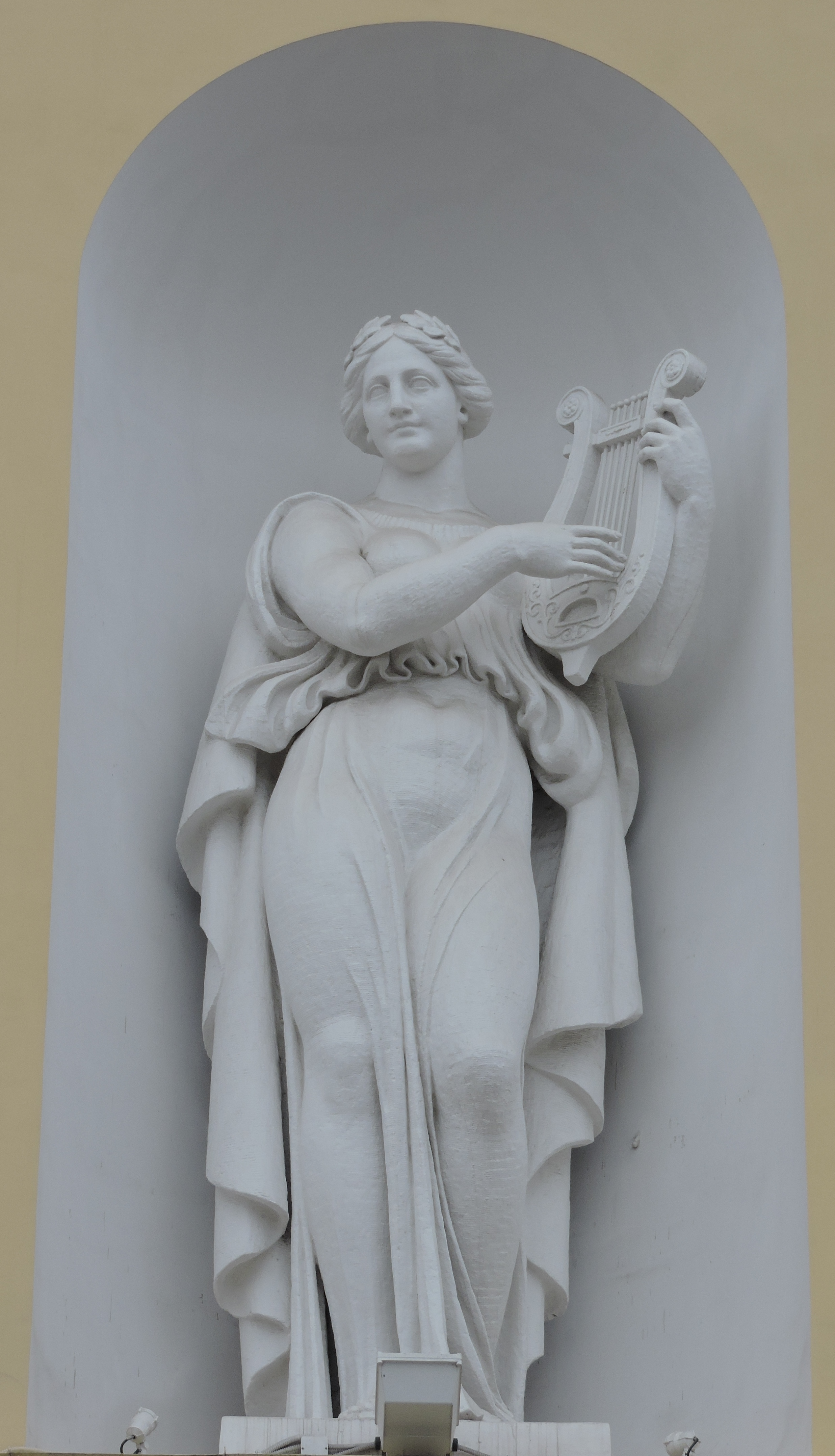
Талия

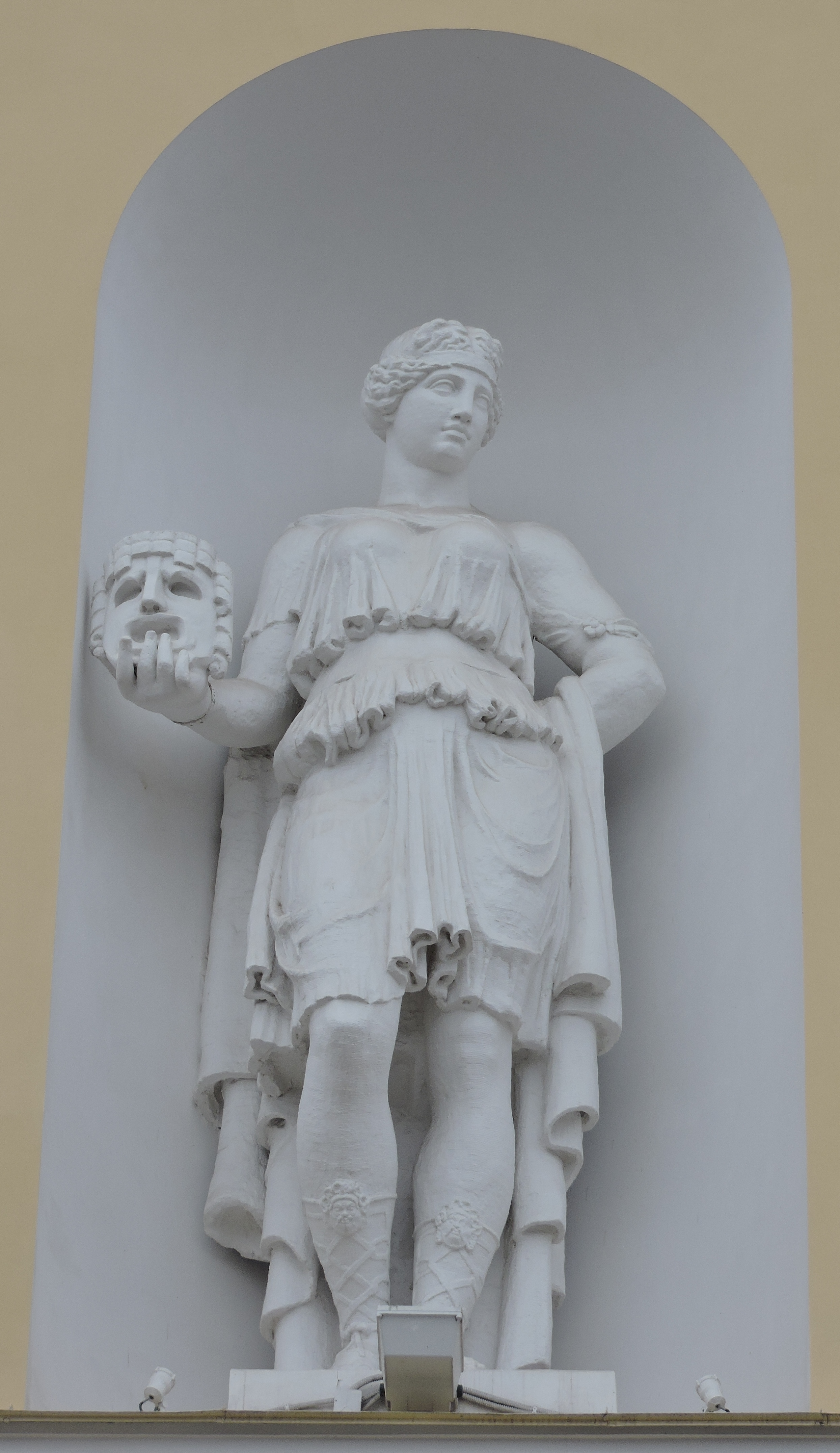
Мельпомена

Здание перекликается со зданием Публичной библиотеки расположением колонн на рустованном первом этаже. На площади изначально также стояло специальное здание для создания и хранения бутафории и декораций, «театральный магазин», не были реализованы спроектированные корпуса, фланкирующие театр и ряд других деталей.
Комплексная реставрация к 250-тилетию театра прошла в 2005—2006 годах, в частности, были отреставрированы люстры. В 2022—2023 годах прошла реставрация фасадов.

## Интерьер

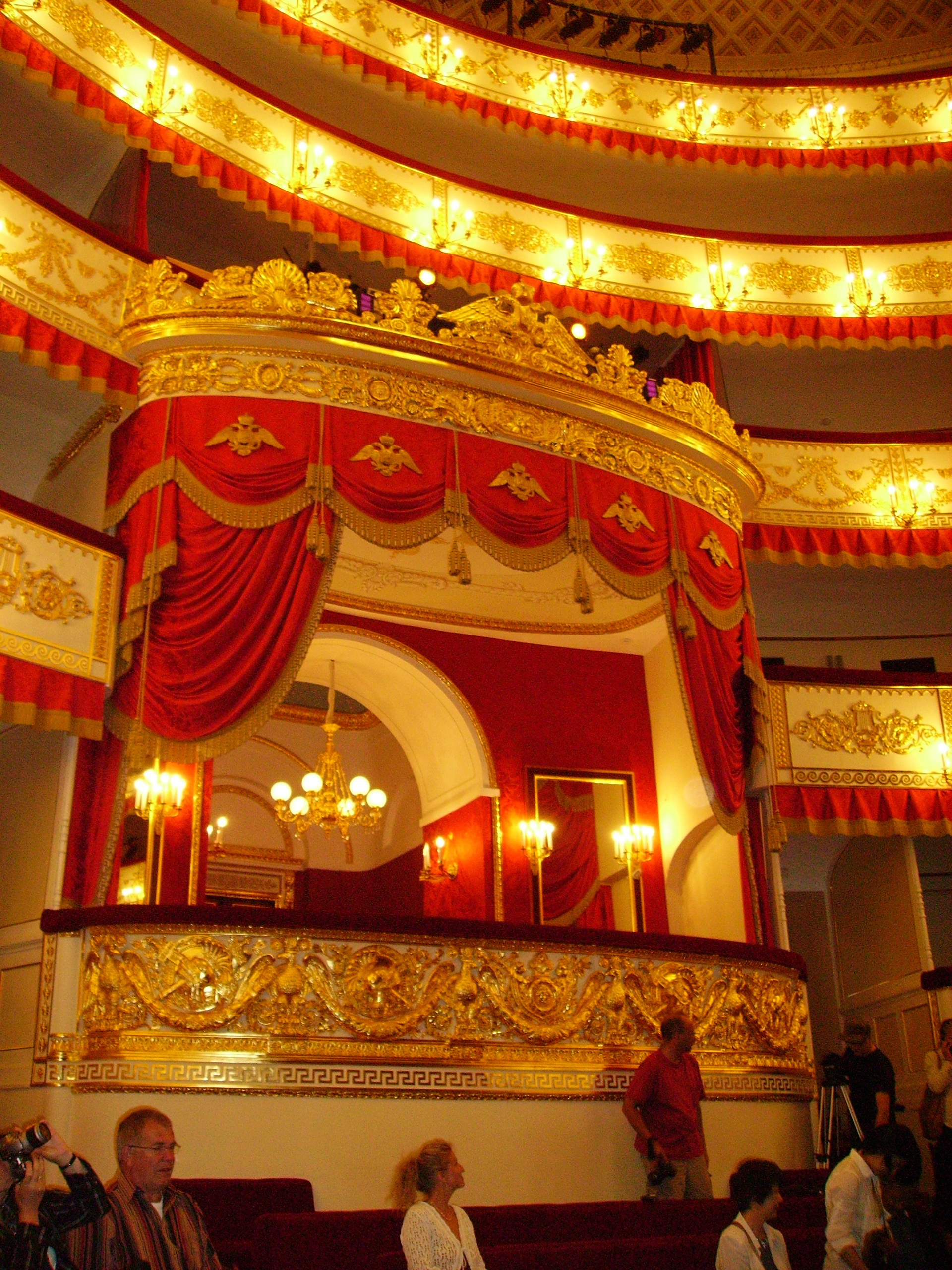
Ложа

В интерьерах создан контраст высокого парадного зрительного зала и невысоких вспомогательных помещений, что подчёркивает масштабы зала. Центральный вестибюль для зрителей ложи, партера, бенуара и первого яруса расположен у галереи под лоджией. Он квадратный в плане, бра и люстра вестибюля бронзовые. Свод плоский, изначально с росписью в технике гризайль, стены серые. От вестибюля в фойе вели две парадные трёхмаршевые лестницы, из фойе с бронзовой люстрой, резными золочёными дверями, беломраморными каминами с зеркалами можно было выйти на лоджию с позолоченной чугунной решёткой балкона. На своде фойе была роспись, жёлтые обои стен были «под штоф», мебель в фойе была в стиле ампир. Для зрителей 2-5 ярусов небольшие вестибюли были сделаны в боковых портиках (всего в театре было изначально пять вестибюлей и восемь лестниц).
Над зрительным залом был сделан зал для декораций, которые можно было подавать через люк в портальной сцене.
Места для зрителей создавались по самой совершенной для своего времени многоярусной системе лож с амфитеатром и просторным партером. Пятиярусный зрительный зал отличается удачными пропорциями и прекрасной акустикой. На 1841 год здесь было 107 лож (10 в бенуаре, 26 лож первого яруса, 28 — второго, 27 — третьего и 16 — четвёртого), балкон на 36 человек, галерея четвёртого яруса на 151 место, 390 мест в пятом ярусе, 231 кресло в партере (9 рядов) и 183 места за ними. В общей сложности театр мог вместить в себя до 1 700 человек. Оснащением сцены занимался механик И. Роллер.
Для создания оптимальной акустики и видимости Росси создал форму зала с тремя центрами. У лож всех ярусов для лучшей видимости был наклон к сцене, перегородки между ними были невысокими.
Вокруг сцены сделан портал с боковыми ложами в форме трёхгранных выступов и арки между ними. Членение у лож схоже с членением ярусов. По сторонам портала стоят по четыре колонны, высота которых равна 30 диаметрам, между которыми расположены орнаменты и стрельчатые окна с ажурными решётками-«чешуёй».
Необычным в оформлении театра было сочетание театральной и героической тематики. Убранство зрительного зала торжественно и нарядно, интерьеры театра практически сохранили первоначальную отделку. Зал освещала бронзовая люстра-венок, среди украшений были жирандоли работы С. Китнера, И. Дипнера и других. Изначально была использована голубая обивка, она была заменена в 1849 году на пунцовую: театр, в котором освещение производилось посредством масляных ламп, закоптился изнутри. По этой же причине со временем была обновлена вся стенная и плафонная живопись, кроме того позже полностью была переделана сцена. Кроме бархатной отделки, ложи богато украшены золочёной резьбой: резьба центральной («Царской») ложи и лож у сцены выполнена по рисункам Росси, а орнамент на барьерах ярусов был создан во второй половине XIX века.
Отделка зрительного зала дополнялась замечательным перспективным живописным плафоном, который изображал Олимп и Парнас с Аполлоном, Марсом, Юритером и Нептуном (по замыслу архитектора исполнителем должен был быть А. К. Виги). Эскиз плафона в 1947 году был найден и передан в музей.
В театре были водопровод и канализация, впервые для театрального здания была сделана система парового отопления и приточно-вытяжная вентиляция.

## Оригинальная инженерная конструкция
В основе конструкции кровли театра — оригинальные системы металлических конструкций, изобретённые К. И. Росси в содружестве с инженером М. Е. Кларком (в частности, созданные для огнестойкости). Эта конструкция явилась новаторской, и была предложена впервые в истории строительной техники. Кровля покоится на 27 железных с чугунными деталями арочных фермах пролётом 29,8 м. Внутренние продольные стены являются опорами для 18 нижних дугообразных ферм, несущих чердачное перекрытие и подвесной плафон над зрительным залом. Ярусы лож поддерживают чугунные кронштейны (скрытые в падугах потолка). Перекрытие над сценой представляет собой систему треугольных ферм пролётом 10,76 м, опирающихся на чугунные консоли и подкосы.
Предполагалось бронзировать решётки, украшения выбить из меди двух оттенков, на барьерах ярусов покрыть детали лаком, а в центральной ложе — позолотить; это дало бы изменение украшения с нарастанием лёгкости по вертикали. Проект не был целиком осуществлён; были сделаны чугунные детали и золочёные детали лож, частично медная отделка была заменена на деревянную резьбу по моделям В. Демут-Малиновского, Н. Санягина и М. Соколова, на барьерах ярусов была использована роспись с золотой ретушью по эскизам Росси работы Якова и Василия Дадоновых.

К. И. Росси отстаивал свою конструкцию перед косными официальными кругами, что было нелегко. Уверенность в прочности предложенной им металлической конструкции иллюстрирует один из рапортов 
…в случае, когда бы… …от устройства металлических крыш произошло какое-нибудь несчастье, то в пример для других пусть тот же час меня повесят на одной из стропил театра.